# 鶴祀眞歩
鶴祀 眞歩（つるし まほ、1993年3月23日 - ）は、日本のグラビアアイドル。群馬県出身。リップ（R・I・P）所属。かつて、「藤崎 真帆」として活動。また、フリーで「睡井 まほ」としての活動歴がある。

## 来歴
2016年、「睡井 まほ」（ねむい まほ）名義でフリーのグラビアモデルやコスプレイヤーの活動を開始。
2018年10月、「藤崎 真帆」（ふじさき まほ）に改名。同郷の安位薫の紹介でe2dive Entertainment所属となり、グラビア活動を開始。
2020年5月いっぱいで事務所を退所しフリーに、同年6月「藤崎真帆」から「鶴祀眞歩」に改名。
2021年3月、本人のSNSでリップ（R・I・P）に所属したことを報告。
2022年8月、GMOアダムが主催する日本グラビアクイーンコンテストにエントリー。

## 人物
趣味は飲酒（ウイスキー、スコッチ）、ドライブ、漫画を読むこと、歌うこと。特技は空気を読む、水泳。「熟女好き」を公言しており、自らも豊満な肉体やダイナミックさに憧れを持つ。

## 作品

### イメージビデオ
| 発売日     | タイトル                  | メーカー           | 規格 | 品番       | 備考 |
| ---------- | ------------------------- | ------------------ | ---- | ---------- | ---- |
| 2019/4/19  | 藤崎真帆 マシュマロ・ボム | 竹書房             | DVD  | TSDS-42390 |      |
| 2019/9/27  | 藤崎真帆 GIGA BODY        | スパイスビジュアル | DVD  | MMR-AZ132  |      |
| 2020/4/24  | 藤崎真帆 臨界点           | エスデジタル       | DVD  | SBVD-0453  |      |
| 2020/10/25 | 鶴祀眞歩 魔法の吐息       | FACE               | DVD  | DFAA-050   |      |
| 2020/10/25 | 鶴祀眞歩 魔法の吐息       | FACE               | BD   | BFAA-050   |      |

### VR
| 配信日     | タイトル                                  | メーカー         | 備考 |
| ---------- | ----------------------------------------- | ---------------- | ---- |
| 2020/12/11 | はじめてのVR、はじめてのわたし。 鶴祀眞歩 | ファンタスティカ |      |
| 2020/12/18 | Stop! Look! Listen! Maho Tsurushi         | ファンタスティカ |      |

### デジタル写真集
- 鶴祀眞歩 パイすらニット【巨尻】 グラビア学園（2020年9月25日、グラビア学園）
- 鶴祀眞歩 猫耳Iカップ グラビア学園（2020年9月25日、グラビア学園）
- 鶴祀眞歩 濡れた競泳水着 グラビア学園（2020年9月25日、グラビア学園）
- 鶴祀眞歩 自撮り写真集 グラビア学園（2020年10月2日、グラビア学園）

## 出演

### CM
- 37ゲームズジャパン「日替わり内室」5周年イベント桃色サマーパーティー編（アプリゲーム、2023年）[15]